# São Joaquim do Monte
São Joaquim do Monte est une municipalité brésilienne située dans l'État du Pernambouc.